# Мулхе
Мулхе (словен. Mulhe) — поселення в общині Шмартно-при-Літії, Осреднєсловенський регіон, Словенія. 
Висота над рівнем моря: 447,6 м.